# Martin Zajec
Martin Zajec, slovenski podobar, * cca. 1825, Sovodenj, † po 1888, Ribnica.

 Kot podobar je pomagal bratoma Francu in Valentinu, sicer pa je samostojno prenavljal in krasil oltarje in prižnice.